# Potok Brysztański
Potok Brysztański, Potok Bresztański – potok, lewobrzeżny dopływ Białej Wody.
Potok płynie w Małych Pieninach. Wypływa spod północnych zboczy Wierchliczki z wysokości 920 m n.p.m. Dołącza do niego kilka mniejszych potoków spod przełęczy Rozdziele (Rozdziela). Większa część koryta potoku jest porośnięta lasem, ale za pasem lasu na lewym zboczu doliny potoku są duże łąki Brysztan i Zapustek, a na prawym łąka Łaz. Przepływa wokół stromych Brysztańskich Skał, które wzięły od niego swoją nazwę. Ten odcinek biegu potoku wraz z Brysztańskimi Skałami to jedno z najdzikszych miejsc Pienin, wchodzący w skład rezerwatu przyrody Biała Woda. Jest nieudostępniony turystycznie.
Po minięciu Brysztańskich Skał potok w rozszerzeniu doliny dawnej wsi Biała Woda uchodzi do potoku Biała Woda na wysokości 670 m n.p.m. Obecnie w rozszerzeniu dna doliny znajduje się skład drzewa. Dawniej, na przeciwległym stoku znajdowało się tutaj osiedle Kornaje, należące do nieistniejącej już wsi. Widoczne są jeszcze podmurówki domów. Naprzeciwko ujścia potoku, po orograficznie prawej stronie potoku Biała Woda znajduje się bardzo charakterystyczna Kociubylska Skała. Długość koryta potoku od źródeł do tego miejsca wynosi ok. 1250 m, potok ma więc średni spadek 20,0%, co jest wartością bardzo dużą.
Potok Brysztański płynął przez nieistniejącą już wieś Biała Woda, obecnie znajduje się w granicach wsi Jaworki w województwie małopolskim, w powiecie nowotarskim, w gminie Szczawnica.